# Браян Гілл (арбітр)
Браян Гілл (англ. Brian Hill, нар. 29 квітня 1947) — колишній англійський футбольний арбітр, обслуговував матчі у Футбольній лізі, Прем'єр-лізі і на міжнародному рівні. За межами футболу він працював бухгалтером.

## Кар'єра
Він став боковим арбітром футбольної ліги в 1975 році, а у віці тридцяти одного року став головним арбітром. Протягом наступних кількох років він стабільно працював на вищому рівні. У 1985 році він став арбітром ФІФА. У наступному сезоні провів найвідоміший матч у кар'єрі, в якому «Евертон» переміг «Шеффілд Венсдей» в півфіналі Кубка Англії.
У 1988 році обслужив фінальну зустріч Кубка Англії між «Вімблдоном» і «Ліверпулем». «Червоні», як очікувалось, мали легко перемогти і здобути «золотий дубль». Гілл у тому матчі призначив пенальті у ворота «Вімблдону», але їх воротар Дейв Бізант врятував ворота після удару Джона Олдріджа. Це був перший раз, коли не було реалізоване пенальті в матчі фіналу Кубка Англії на «Вемблі». В результаті «Вімблдон» виграв 1:0 і вперше в історії здобув цей трофей.
Протягом наступних кількох сезонів Гілл відсудив багато матчів у вищому дивізіоні. Він був обраний одним з арбітрів до новоствореної Прем'єр-ліги і відсудив матч вже у першому турі, де «Шеффілд Юнайтед» обіграв «Манчестер Юнайтед» (майбутніх чемпіонів) 2:1.
Він працював на міжнародному рівні до кінця 1994 року. ФІФА скоротила пенсійний вік своїх арбітрів до сорока п'яти, але зберегла пільговий період до чемпіонату світу 1994 року, в якому судді більш старшого віку могли взяти участь.
У 1995 році Браян закінчив свою суддівську кар'єру. Його останнім матчем була нічия 3:3 між «Евертоном» і «Челсі» на «Гудісон Парк» 3 травня 1995 року.